# Heorhi Kalnaotčanka
Heorhi Vasilevič Kalnaotčanka (in bielorusso Георгі Васілевіч Кальнаотчанка?; 7 maggio 1959) è un ex discobolo sovietico.

## Palmarès
| Anno | Manifestazione | Sede      | Evento           | Risultato | Misura  | Note |
| ---- | -------------- | --------- | ---------------- | --------- | ------- | ---- |
| 1982 | Europei        | Atene     | Lancio del disco | 5º        | 62,82 m |      |
| 1983 | Mondiali       | Helsinki  | Lancio del disco | 6º        | 64,74 m |      |
| 1986 | Europei        | Stoccarda | Lancio del disco | Argento   | 67,02 m |      |

## Altre competizioni internazionali
1985
- Coppa Europa di atletica leggera ( Mosca)